# Alabama State Route 14
Die Alabama State Route 14 (kurz AL 14) ist eine in Ost-West-Richtung verlaufende State Route im US-Bundesstaat Alabama.
Die State Route beginnt an der Mississippi State Route 69 westlich von Carrollton an der Grenze zu Mississippi und endet bei Opelika am U.S. Highway 280. Westlich von Eutaw trifft sie auf die Interstates 20 und 59 sowie die U.S. Highways 11 und 43. Im Norden der Stadt Selma bildet die AL 14 für vier Meilen zusammen mit dem U.S. Highway 80 eine Umgehungsroute. Bei Prattville kreuzt die State Route die Interstate 65.

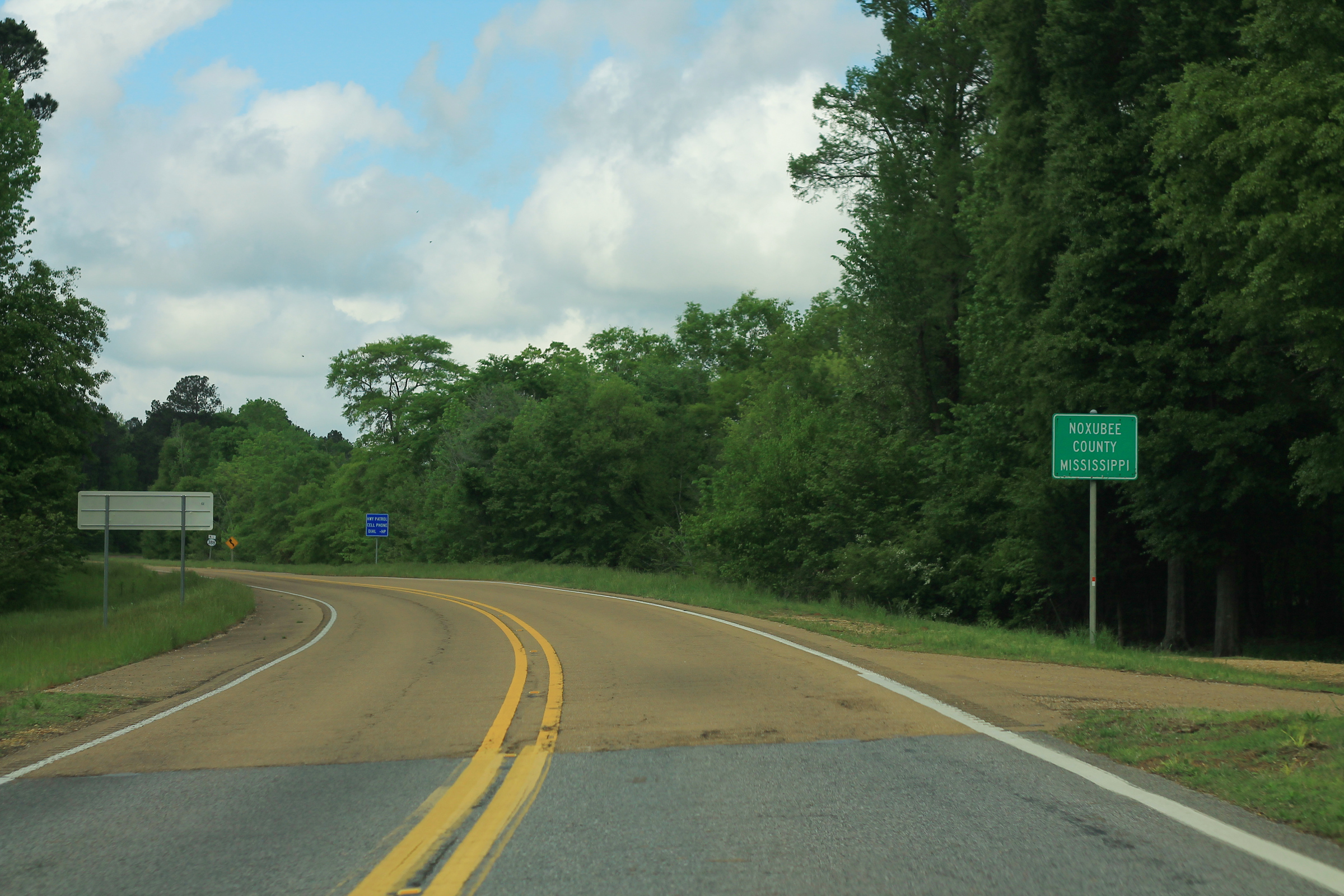
Übergang von AL 14 zu MS 69
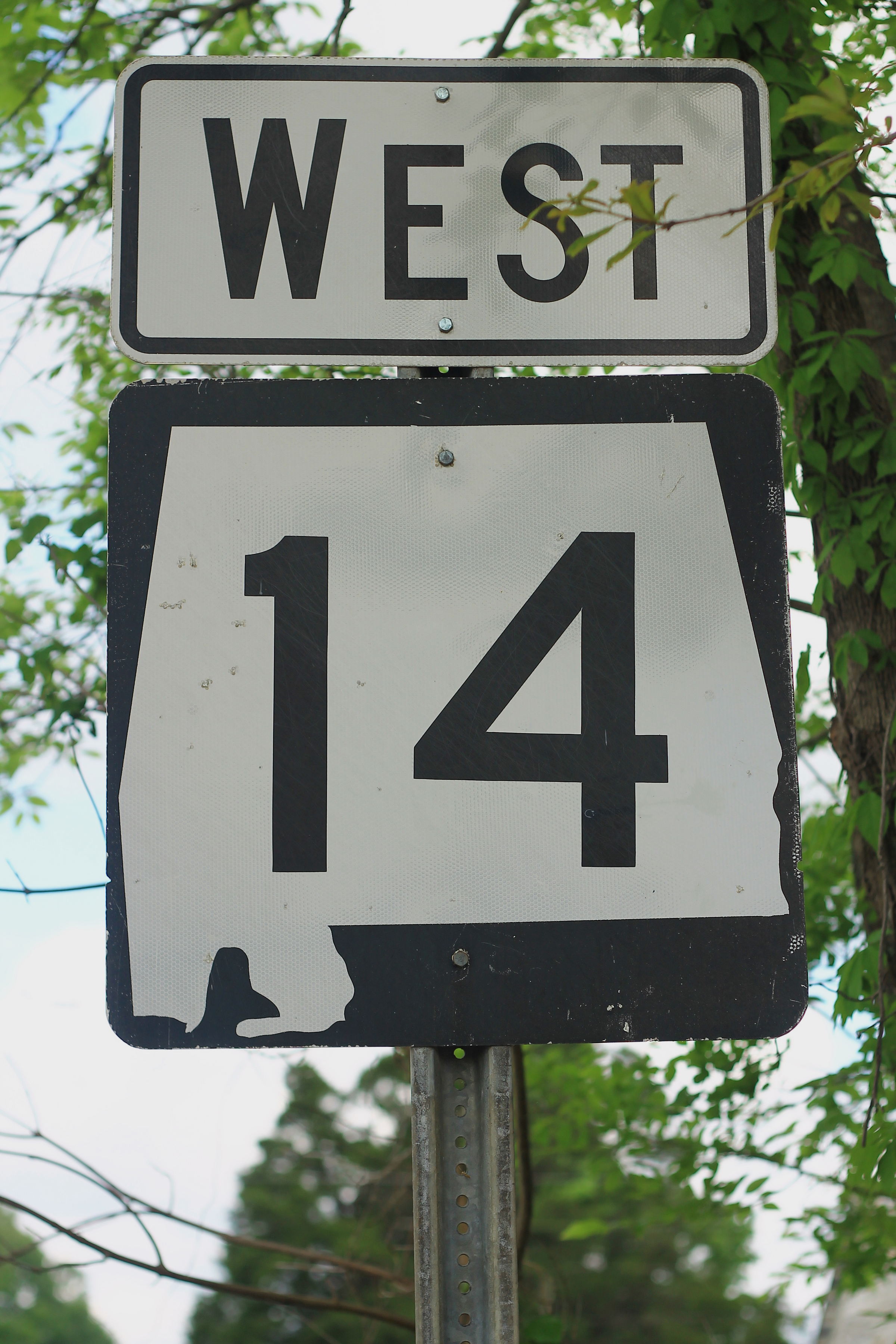
Straßenschild in Pickensville